# لا پالما د ابره
لا پالما د ابره (به اسپانیایی: La Palma d'Ebre) یک شهرستان در اسپانیا است که در تاراگونا واقع شده‌است.

## خصوصیات
لا پالما د ابره ۳۷٫۹ کیلومترمربع مساحت و ۴۲۵ نفر جمعیت دارد و ۳۳۵ متر بالاتر از سطح دریا واقع شده‌است.